# Općina Vuzenica
Općina Vuzenica (slo.:Občina Vuzenica) je općina u sjevernoj Sloveniji u pokrajini Koruškoj i statističkoj regiji Koruškoj. Središte općine je naselje Vuzenica.

## Zemljopis
Općina Vuzenica nalazi se u sjevernom dijelu Slovenije, u sjeveroistočnom dijelu pokrajine Koruške. Sjeverni dio općine je dolina rijeke Drave, na kojoj na području općine podignuta HE "Vuzenica". Južni dio općine čini sjeverni dio planine Pohorje.
U općini vlada umjereno kontinentalna klima. Najvažniji vodotok u općini je rijeka Drava. Svi ostali vodotoci su mali i njeni su pritoci.

## Naselja u općini
Dravče, Sv. Primož na Pohorju, Sv. Vid, Šentjanž nad Dravčami, Vuzenica

## Vanjske poveznice
- Službena stranica općine